# Сообканд
Со́обканд (ест. Soobkand) — природне озеро в Естонії, у волості Мустьяла повіту Сааремаа.

## Розташування
Сообканд належить до Західно-острівного суббасейну Західноестонського басейну.
Озеро лежить на південно-східній околиці села Ніназе.

## Опис
Сообканд — реліктове озеро, що відокремлене від моря береговим валом.
Загальна площа озера становить 1,5 га. Довжина берегової лінії — 527 м.